# 西门子PLM软件
西门子PLM软件（Siemens PLM Software）是产品生命周期管理（PLM）软件领域全球领先的供应商之一。直接竞争对手包括达索系统、参数技术公司 (PTC)等等。